# The Avengers (pel·lícula de 2012)
The Avengers (Els Venjadors) és una pel·lícula estatunidenca de superherois de 2012 produïda per Marvel Studios i distribuïda per Walt Disney Pictures,1 basant en l'equip de superherois de Marvel Comics amb el mateix nom. És la sisena entrega de Marvel Cinematic Universe. La pel·lícula ha estat escrita i dirigida per Joss Whedon i protagonitzada per Robert Downey, Jr., Chris Evans, Mark Ruffalo, Chris Hemsworth, Scarlett Johansson, Jeremy Renner, Tom Hiddleston, Samuel L. Jackson, i Cobie Smulders. En aquesta pel·lícula, Nick Fury és el director de l'agència d'intel·ligencia i antiterrorista S.H.I.E.L.D., la qual recluten a Iron Man, Hulk, Thor i el Capità Amèrica per formar Els Venjadors, un equip contra Loki que intenta esclavitzar la humanitat.
El desenvolupament de The Avengers va començar quan Marvel Studios va rebre un préstec per part de Merrill Lynch l'abril de 2005. Després de l'estrena d'Iron Man el maig del 2008, Marvel anuncià l'estrena de The Avengers pel juliol de 2011. Amb la signatura de Johansson el març de 2009, el fil es va posposar fin el 2012. Wheldon entra en el projecte l'abril de 2010 i reescrigué el guió fet originalment per Zak Penn. La producció començà l'abril de 2011 a Albuquerque (Nou Mèxic), abans de traslladar-se a Cleveland (Ohio) a l'agost i a Nova York el setembre. La pel·lícula va ser convertida a 3D en postproducció.

## Argument
Nick Fury (Samuel L. Jackson), director de l'agència d'espionatge coneguda com a S.H.I.E.L.D., arriba a un centre de recerca remot durant una evacuació. El tesseracte, una font d'energia el potencial del qual es desconeix, ha estat activat amb la intenció d'obrir un portal en l'espai, del qual surt l'exiliat déu nòrdic Loki (Tom Hiddleston). Loki roba el tesseracte, i usa les seves habilitats per controlar les ments del personal de SHIELD, inclosos l'agent Clint Barton (Jeremy Renner), i el físic Erik Selvig (Stellan Skarsgard), per ajudar-lo en la seva fuita.
En resposta a l'atac, Fury reactiva la Iniciativa Venjadors. L'agent Natasha Romanoff (Scarlett Johansson) viatja a l'Índia per trobar i reclutar al Dr. Bruce Banner (Mark Ruffalo), mentre que l'Agent Phil Coulson (Clark Gregg), visita a Tony Stark (Robert Downey Jr) i li demana que revisi la investigació del Dr. Selvig sobre el tesseracte. Fury va amb Steve Rogers (Chris Evans) en una missió per recuperar el tesseracte.
Durant el seu exili, Loki va conèixer i es va aliar a una raça alienígena bel·licista coneguda com els chitauri. A canvi del tesseracte, els chitauri accepten ajudar a Loki a conquerir la Terra.
Iron Man (Tony Stark), el Capità Amèrica (Steve Rogers) i l'Agent Romanoff (Natasha Romanoff) viatgen a Alemanya per capturar a Loki (Tom Hiddleston), qui està robant iridi per estabilitzar el tesseracte i ordenar els humans perquè s'agenollin davant seu. Després d'una batalla amb els herois, Loki es rendeix i és escortat al Quinjet. No obstant això, Thor (Chris Hemsworth), germà de Loki i déu nòrdic del tro, arriba i es porta a Loki, en un intent per a raonar amb ell. Thor entra en una confrontació amb Iron Man en un bosc, i després que el Capità Amèrica pari la baralla, Loki finalment és portat al Helicarrier del S.H.I.E.L.D., un portaavions aeri, i és posat en una cel·la dissenyada per contenir a Hulk.
Els venjadors discuteixen sobre com tractar amb Loki, i Rogers descobreix que S.H.I.E.L.D. està planejant utilitzar l'energia del tesseracte per desenvolupar armes. Fury admet que els esdeveniments en Nou Mèxic l'any passat van fer que S.H.I.E.L.D. s'adonés que altres races extraterrestres podrien amenaçar la Terra, i que les armes desenvolupades a partir del tesseracte formarien un mitjà de dissuasió. Mentre que el grup discuteix, Ull de falcó, juntament amb altres agent posseïts per Loki, ataquen l'Helicarrier i desactiven els seus motors. Mentre que Iron Man i el Capità Amèrica intenten reiniciar els motors danyats, el Dr. Banner es transforma en Hulk (veu de Lou Ferrigno), tot i els esforços de Romanoff per calmar-lo, es torna boig a l'interior de la nau, lluitant contra Thor. Durant un enfrontament amb Ulls de falcó, Romanoff descobreix que copejant fortament fa que es perdi el control de Loki. Mentrestant, Loki escapa i atrapa Thor a la cel·la que el contenia, i l'expulsa de la nau, però Thor aconsegueix escapar abans que la cel·la s'estavellés en un camp. L'Agent Coulson tracta de defensar de Loki amb una arma experimental, però Loki ho apunyala al pit, assassinant.

## Repartiment i personatges

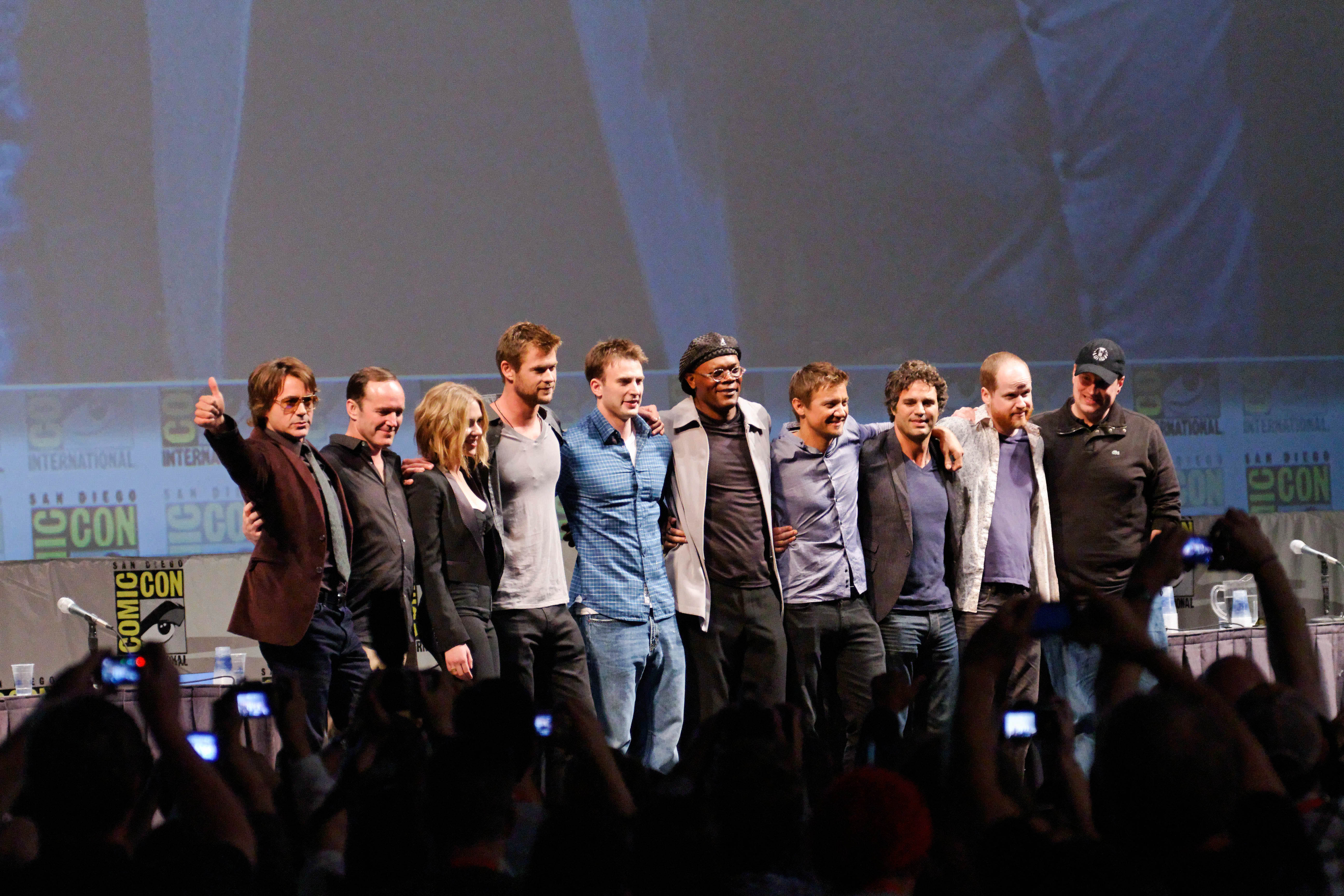
Els actors de The Avengers el 2010 a la San Diego Comic-Con International, amb Joss Whedon i Kevin Feige.

- Robert Downey, Jr. és Tony Stark/Iron Man:

S'autodescriu com un geni, bilionari, playboy i filantrop amb un vestit armadura mecànic que ell mateix ha inventat. Downey és l'actor que interpreta Tony Stark de moment en quatre pel·lícules de la Marvel Studios. Downey digué que pressionà a Wheldon perquè Stark fos el líder del fren: "Bé, vaig dir, he de ser a la seqüència inicial. No sé el que estàs pensant, però Tony ha de conduir aquesta cosa." I ell esta com com "Molt bé, intentem-ho. Ho vam intentar però no va funcionar, perquè es tracta d'un tipus diferent de coses, la història i la idea i el tema és el tema, i tothom és només un tentacle del pop". Sobre l'evolució del personatge en les pel·lícules anterior, Downey digue, " A Iron Man, en la història original, era la seva pròpia epifania i la redempció de les classes. A Iron Man 2 es tracta de no ser una illa, s'ocupen de qüestions de llegat i fer espai per a altres... en The Avengers, ho està tirant cap avall amb els altres".
- Chris Evans és Steve Rogers/Captain America:

És un veterà de la Segona Guerra Mundial el qual se li han millorat fins al màxim totes les seves habilitats físiques a través d'un sèrum. Evans va firmat per tres pel·lícules Marvel a més a més dels venjadors. Evans digué que Steve Rogers és molt més fosc a The Avengers. Explica: "Es tracta només d'ell, tractant d'arribar a un acord amb el món modern. Cal imaginar-se, que ja és prou xoc acceptar el fet de viure en un temps completament diferent i que totes les persones que coneixia són mortes. Simplement està sol. Crec que el principi és un peix però d'una escena d'aigua, i és difícil. És una pastilla difícil d'empassar. Després intenta trobar un equilibri en el món modern." Quant a la dinàmica entre el Capità Amèrica i Tony Stark, Evans va assenyalar: "Crec que certament hi ha una dicotomia, aquest tipus de fricció entre la meva persona i Tony Stark, que són pols oposats. Un tipus flash i és centre d'atenció i suau, i l'altre tipus és desinteressat i en les ombres i la classe de silenci i que han de portar-se bé. Ells exploren això, i és bastant divertit."
- Mark Ruffalo és Dr. Bruce Banner/Hulk:

És un geni qui, per culpa d'una exposició a al radiació gamma, es transforma en un monstre de color verd quan s'enfada. Ruffalo va ser escollit com un nou actor per aquest paper quan van fracassar les negociacions entre Edward Norton i la Marvel. Sobre la substitució d'Edward Norton, Ruffalo digué, "Soc un amic de l'Ed, i sí, no va ser una gran manera per tot el que a baixar. Però la manera com ho veig és que Ed ha deixat aquesta part per a mi. jo ho veig com Hamlet de la meva generació." Sobre el personatge digué, "És un tio que lluita amb les dues cares de si mateix -la llum i la foscor- i tot el que fa en la seva vida es filtra a través de qüestions de control. Em vaig criar amb les sèries de Bill Bixby, fet que em va semblar era una forma molt matisada i humanament real per veure Hulk. M'agrada que la part té aquestes qualitats." Quan el personatge d'en Hulk digué, "No és el company que algú voldria tenir en el seu equip. És una bala perduda. És com llençar una granada al mig de l'equip i esperar que surti bé. A diferències de les encarnacions anterior, aquest és el primer cop que un actor realitzar tant el paper de Banner com el de Hulk. El cos d'en Hulk es va fer a partir de culturistes de Long Island i d'strippers. Lou Ferrigno, li posa veu al Hulk, l'actor que interpretava el mateix a la sèrie dels anys 70 i 80 i la pel·lícula L'increïble Hulk.
- Chris Hemsworth és Thor:

És el déu de tro de la mitologia nòrdica amb el mateix nom. Hemsworth interpreta aquest personatge en les diferents pel·lícules de la nissaga, i ja havia treballat en una ocasió amb Joss Wheldon a The Cabin in the Woods. Hemsworth digué que era capaç de mantenir la fortalesa que va construir per Thor, augmentant la seva ingesta d'aliments, consistent en pits de pollastre, peix, carn i ous cada dia. Quan li van preguntar exactament la quantitat, Hemsworth digué: "El meu pes corporal en proteïnes més o menys!" Va remarcat que la motivació de Thor "és molt més que un personatge, en el sentit que és el seu germà l'antagonista de la pel·lícula. Mentre que per tots els altres, és un tipus dolent el qual se'l ha de vèncer. És un enfocament diferent per a mi, o per Thor. Està constantment en un batalla entre el que és correcte i el que ha de fer contra el seu germà petit... He estat frustrat alguns cops amb el meus germans, o amb la família, però sóc l'únic que és els permet estar enutjat amb ells. Hi ha una mica d'això".
- Scarlett Johansson és Natasha Romanoff/Vídua Negra:

És una de les millors espies de S.H.I.E.L.D. Sobre que el personatge tingués una relació amb Ull de falcó, Johansson digué, "Els nostres personatges tenen una llarga història. Han lluitat junts durant molt de temps en un munt de batalles en molts països diferents. Són els dos personatges del grup que simplement són guerrers excepcionals, no tenim superpoders. La Vídua Negra no està en l'elenc per ser un personatge romàntic amb els ulls dolços. Està allà per lluitar, mai em vaig sentir com si fos l'única noia. Tots tenim les nostres habilitats i ens sentint per igual". Quant a la seva formació, Johansson digué, "Tot i que a Iron Man 2 era 'una d'ells', mai havia fet una cosa així abans. Mai abans havia fet un paper que necessites tant de físic, ni havia format part d'una cosa tan gran. A The Avengers, he estat entrenant durant molts mesos amb un equip d'especialistes, i lluitant amb altres actors, és una bogeria. No faig més que barallar-me tota l'estona.
- Jeremy Renner és Clint Barton/Ull de falcó:

Agent de la S.H.I.E.L.D. i mestre arquer conegut en els còmics com el "millor tirador del món". Renner digué que era un paper molt físic i que va haver d'entrenar-se molt físicament i practicar tot el possible el tir en arc. Sobre el paper, Renner digué, "Quan vaig veure Iron Man, vaig pensat que realment un petejador de culs enfocat en els superherois. Llavors em van dir de fer el paper d'Ull de falcó, i estava contant de no ser realment un superheroi; és només un tiu amb unes sorprenents. I em puc connectar en això". Quant a la mentalitat del franctirador d'Ull de falcó, Renner digué, "És un joc en solitari, és un paria. La seva única connexió és el personatge de l'Scarlett, la Natasha. És com la seva mà dreta. Ells coexisteixen, i es necessiten, especialment quan tracta d'una missió de física". Renner digué que no és insegur sobre la seva humanitat. "Molt al contrari, ell és l'únic que realment pot acabar amb Hulk amb els tranquil·litzants de les puntes de les fletxes. Coneix les seves limitacions. Però quan s'arriba a això, ha d'haver un sentit de confiança en qualsevol superheroi.
- Samuel L. Jackson és Nick Fury:

## Producció

### Desenvolupament
Avi Arad, el president de Marvel Studios, anuncià per primera vegada el projecte de la pel·lícula l'abril de 2005, després que Marvel Enterprises declarés la seva independència aliant-se amb Merrill Lynch per produir una sèrie de pel·lícules que seran distribuïdes per Paramount Pictures. El setembre del 2006, Marvel realitzà una petita presentació als analistes de Wall Street; el pla de l'estudi va consistir a alliberar pel·lícules individuals dels personatges principals, per establir la seva identitat i familiaritzar el públic amb ells, abans de fusionar junts en una pel·lícula. El guionista Zak Penn, qui va escriure L'increïble Hulk, havia estat contractat per escriure la pel·lícula. Penn confirmà la seva participació, però va dir que no creia que el treball començaria aviat. Arran de la vaga de guionistes de 2007-2008, Marvel va negociar amb el Sindicat de Guionistes dels Estats Units per assegurar-se que podria crear pel·lícules basades en els seus homòlegs del còmic. Després del llançament reeixit d'Iron Man (2008), el maig, la companyia va establir l'1 juliol de 2011 com a data de llançament de The Avengers. El setembre de 2008, Marvel Studios arribà a un acord amb Paramount -una extensió d'una associació anterior-, que li va donar els drets de distribució de la companyia per a cinc futures pel·lícules de Marvel.
El càsting va començar l'octubre del 2008 amb les signatures de Robert Downey Jr. i Don Cheadle, com a Iron Man i War Machine respectivament. Tot i els informes anteriors, Cheadle declarà en una entrevista en la MTV News que no apareixeria en la pel·lícula The Avengers. Al mateix temps, dos successos importants ocorregueren a Marvel; Jon Favreau va ser contractat com a productor executiu per a The Avengers, i l'empresa va signar un contracte d'arrendament a llarg termini amb Raleigh Studios per produir tres pel·lícules de gran pressupost Iron Man 2, Thor, i el Captain America: The First Avenger a Manhattan Beach. Lou Ferrigno, qui posa la veu a Hulk a les dues pel·lícules anteriors, li torna a posar en aquesta nova entrega. El febrer de 2009, Samuel L. Jackson va firmar per nou imatges amb Marvel Entertainment per fer el paper de Nick Fury a Iron Man 2, i en altres pel·lícules per unir els diferents venjadors a S.H.I.E.L.D. El setembre de 2009, Edward Norton digué que estava disposat a tornar a fer de Hulk a The Avengers. El mes següent, el productor executiu Jon Favreau digué que no dirigira el film, però "definitivament tenim l'entrada a dir alguna cosa". Favreau també va expressar la seva preocupació, dient: "Serà difícil, perquè estava molt involucrat en la creació del món d'Iron Man i Iron Man és un heroi en gran manera basat en la tecnologia, i després amb els venjadors serà la introducció d'alguns aspectes sobrenaturals a causa de Thor .... [barreja] dels que els dos funciona molt bé en els còmics, però va a prendre una gran quantitat de reflexió per fer que tota la feina i no toca la realitat que hem creat". El març del 2009, l'actiu Scarlett Johansson signà per fer el paper de Natasha Romanoff a Iron Man 2, en substitució d'Emily Blunt com es va tenir pensat en un principi, personatge que aparegué novament a The Avengers. Un primer esborrany del guió, escrit abans de la participació de Johansson, inclou a vespa com a superheroïna. L'endemà, Marvel anuncià que la data de llançament per a 'The Avengers havia estat postergada al 4 de maig de 2012, gairebé un any després. Chris Hemsworth i Tom Hiddleston es va unir al ventall de The Avengers, el juny, interpretant a Thor i Loki, respectivament.
El juliol de 2009, el gionista Zak Penn va parlar sobre el procés, dient: "La meva feina és un tipus de transport entre les diferents pel·lícules i assegurar-se que finalment estem imitant l'estructura del còmic amb totes aquestes pel·lícules connectades". El mes següent, el cap de Marvel Studios Kevin Feige va afirmar que s'introduirien més personatges en The Avengers i Hulk apareixeria en la pel·lícula.
El gener de 2010, a Kevin Feige se li va preguntar si serà difícil de fondre la fantasia de Thor amb la ciència-ficció d'alta tecnologia d'Iron Man i The Avengers: "No", va dir "perquè estem fent el Thor de Jack Kirby, Stan Lee, Walt Simonson i Michael Straczynski. No estem fent el cop, la pols antiga dels llibres nòrdics a la seva biblioteca de Thor. I estem vinculats a través d'aquest arbre de la vida que ens fa conscients. És la ciència real, però no ho saben encara. La pel·lícula de Thor tracta d'ensenyar-li això a la gent". Al març es va informar que Zak Penn havia completat el primer esborrany del guió i que l'editor en cap de Marvel Joe Quesada i l'escriptor del còmic dels venjadors Brian Michael Bendis havien rebut còpies. També al març es va informar que Chris Evans repetiria el paper del Capità Amèrica a The Avengers. L'abril de 2010, Variety informà que Joss Whedon estava a prop de completar un acord per dirigir la pel·lícula i de refer el guió de Penn.

### Pre-producció

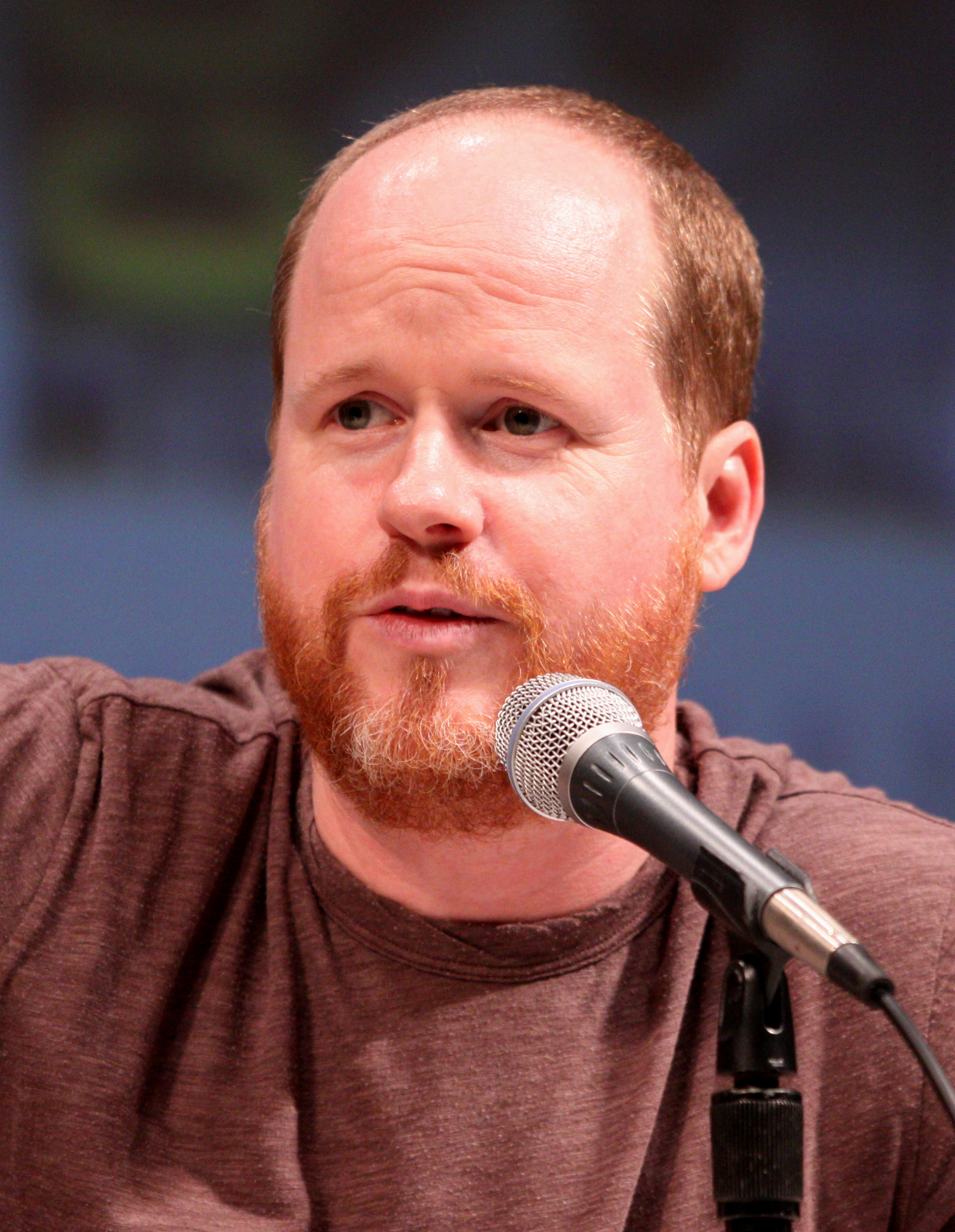
Joss Whedon a la San Diego Comic-Con International 2010.

Joss Whedon, fan dels còmics amb el mateix nom, anuncià que serià el director de la pel·lícula el juliol de 2010, un fet que mencionà primerament Arad i el cocreador del còmic Stan Lee, Arad digué: "La meva opinió persona és que Joss farà una feina fantàstica. A ell li encanten aquests personatges i és un fantastic escritor... És part de la seva vida que sabeu que els protegirà... Espero que algú com ell farà un guió encara millor". Wheldon digué a la San Diego Comic-Con International de 2010, que el que li va atreure de la pel·lícula és que li encantava "Aquestes persones no han d'estar a la mateixa habitació i molt menys en el mateix equip i que és la definició de família".
El casting va continuar el 2010, amb les incorporacions de Jeremy Renner, Mark Ruffalo i Clark Gregg. Ruffalo substituí a Edward Norton, qui va rebutjar el paper de Julk per a motiu creatius. "Hem pres la decisió no portar a Ed Norton de nou al paper de Bruce Banner a The Avenger," digué Kevin Feige, president de Marvel Studios. "La nostra decisió no ha estat presa per motius econòmics, sinó que les seves arrels en la necessitat d'un actor que encarna l'esperit de la creativitat i la col·laboració dels nostres altres membres de l'elenc amb talent. The Avengers demanda actors que prosperen a treballar com a part d'un conjunt, com ho demostra Robert, Chris H., Chris I., Samuel, Scarlett, i tots els nostres models amb talent. Estem buscant un actor per anunciar el nom que compleix aquests requisits i és un apassionat de la funció icònica en les pròximes setmanes." En resposta, el representant de Norton declarà a Feige de "deliberadament mentidera" i "un intent inadequat de la pintura dels nostres clients en llum negativa".
L'agost de 2010, s'informà que Paramount Pictures i Marvel Studios estaven panteixant començar el rodatge el febrer. El mateix temps es digué que el film seria gravat en 3D, tot i que més tard Mark Ruffalo tweetejar que no era així. L'octubre de 2010, Grumman Studios a Bethpage, Nova York i Steiner Studios a Brooklyn, Nova York, anomenaren els diferents lloc on es rodaria, però Wheldon més tard explicat, "Al principi se suposa que a Los Angeles, després durant un breu període es va suposar que seria a Nova York, i d'alguna manera o altre vam acabar a Albuquerque". Aquell mateix mes Walt Disney Company acordà amb Paramount un pressupost de 115 milions de dòlars per la distribució mundial d' Iron Man 3 i Tha Avengers. L'acord també diu que Paramount continuarà cobrant el 8% dels ingressos de la pel·lícula i la col·locació del logotip de l'empresa en materials de màrqueting. Com a resultat, el crèdit per a la producció a la pantalla es llegeix "De Marvel Studios en associació amb Paramount Pictures", distribuït i comercialitzat per Disney.Paramount's Epix reté els pagaments per a televisió. La construcció de conjunt es va iniciar al novembre.
El desembre de 2010, el governador de Nou Mèxic Bill Richardson i el copresident de Marvel Studios Louis D'Esposito anuncià que The Avengers seria filmat principalment a Albuquerque d'abril a setembre. Algunes parts de la pel·lícula estaven previstes per a ser rodades a Michigan, però un pla per rodar a Detroit va acabar després que el governador Rick Snyder publiqués una proposta de pressupost que eliminaria un incentiu fiscal de la pel·lícula. L'il·lustrador conceptual i dissenyador de la marca d'Iron Man VII armadura de Phil Saunders va dir que "Joss Whedon estava buscant una cosa que tenia el "factor de moda el vestit de la maleta d'Iron Man 2, sense deixar de ser una armadura completa, vestit de servei pesat que podria portar a un exèrcit en la batalla final." Amb aquesta finalitat, Saunders va prendre idees que s'havien proposat en Iron Man 2, així com algunes idees que havien estat abandonades en Iron Man i es van fusionar junts en un vestit modular que compta amb grans paquets de munició als braços i una motxilla. La Science & Entertainment Exchange també va oferir assessorament científic per a la pel·lícula.
Al febrer de 2011, Cobie Smulders va adquirir el paper de Maria Hill, després de participar en les proves de pantalla realitzades per Marvel per al paper d'un membre clau de S.H.I.IL.D., que Samuel L. Jackson va descriure com el company de Nick Fury. Durant els següents mesos es van unir en el rodatge Stellan Skarsgård, Paul Bettany, i Gwyneth Paltrow.

### Rodatge
El rodatge començà el 25 d'abril de 2011 a Albuquerque (Nou Mèxic). El juny, l'especialista Jeremy Fitzgerald es va lesionar el cap en intentar una maniobra que implica una caiguda de 9 metres d'un edifici després de ser colpejat per una fletxa. Un portaveu de Marvel digué a TMZ.com que tot i la lesió, Fitzgerald es va recuperar i va continuar treballant en la pel·lícula. El mes següent, el rodatge secundària es va dur a terme a una hora dels afores de Pittsburgh (Pennsilvània) en l'àrea de Butler. Una seqüència de la persecució també es rodà a Worthington (Pennsilvània) a la granja de bolts Creekside, la més gran de bolets del món, que van proporcionar 150 quilòmetres de túnels de pedra calcària abandonades 300 peus sota la terra per la pel·lícula.
La producció es va traslladar a Cleveland (Ohio) l'agost de 2011, el rodatge del qual va durar quatre setmanes. El carrer East 9th de la ciutat va ser triada com a doble del carrer 42è de Nova York per ser utilitzada en les escenes de la batalla climàtica. Els soldats de l'exèrcit assignats a la reserva de Colombus, Ohio, 391 Batalló de Policia Militar van servir de fons durant les escenes de batalla a Cleveland. El sergent Michael T. Landis va declarar que l'ús de soldats reals li van donar a les escenes més realisme i van ajudar a retratar l'exèrcit en una llum més positiva, explicant que "És més fàcil per a nosaltres fer el terreny de les correccions a les tàctiques i els uniformes, el director en realitat va prendre la nostra recomanació en una escena i vam anar tots contra eiones van ser filmades a la planta de sistema del sistema de propulsió de Chevrolet a Parma, Ohio, com a part de la seqüència de la batalla que es va iniciar Clevaland."